# Guerinia festiva
Guerinia festiva là một loài ruồi trong họ Tachinidae.